# Wayne Kramer
Wayne Kramer (Detroit (Michigan), 30 april 1948 – Los Angeles, 2 februari 2024) was een Amerikaans gitarist, zanger, songwriter, producer en maker van filmmuziek. Kramer was in 1968 medeoprichter van de rockband MC5 uit Detroit; ook was hij als soloartiest actief. Muziekblad Rolling Stone zette hem op de 92e plaats in de Top 100 beste gitaristen aller tijden.
Kramer overleed op 2 februari 2024 op 75-jarige leeftijd aan de gevolgen van alvleesklierkanker.
- International Standard Name Identifier: 0000 0003 6039 1093
- Library of Congress Control Number: n2003073183
- MusicBrainz: 17327e1e-4933-4f59-bb6d-1e50078b328b
- Istituto Centrale per il Catalogo Unico: DDSV355351
- Virtual International Authority File: 222897452
- WorldCat: E39PBJfcHFGgVMWKJq6gfDVwG3